# Nuno Afonso
Pour les articles homonymes, voir Afonso.
Nuno Afonso, de son nom complet Nuno Miguel Figueiredo Afonso, est un footballeur portugais né le 6 octobre 1974 à Oeiras. Il évoluait au poste de défenseur central.

## Biographie
Il participe aux Jeux olympiques de 1996 avec le Portugal. L'équipe se classe quatrième de la compétition.

## Carrière
- 1993-1994 :  Benfica Lisbonne
- 1994-1995 :  CF Belenenses
- 1995-1996 :  SC Campomaiorense
- 1996-1997 :  UD Salamanca
- 1998 :  CS Marítimo
- 1999 :  FC Paços de Ferreira
- 1999-2000 :  CS Marítimo
- 2000-2001 :  CD Aves
- 2001-2002 :  UD Oliveirense
- 2002-2003 :  CD Díter Zafra[1],[2],[3]

## Palmarès

### En club
Avec le Benfica Lisbonne :
- Champion du Portugal en 1994

### En sélection
- Quatrième des Jeux olympiques 1996